# 3045 Alois
Alois (asteróide 3045) é um asteróide da cintura principal, a 2,7632101 UA. Possui uma excentricidade de 0,1165992 e um período orbital de 2 020,58 dias (5,53 anos).
Alois tem uma velocidade orbital média de 16,8408759 km/s e uma inclinação de 3,34497º.
Este asteróide foi descoberto em 8 de Janeiro de 1984 por Joe Wagner.